# Боже мой, как низко я пала!
«Боже мой, как низко я пала!» (итал. «Mio Dio, Come Sono Caduta In Basso!») — комедийная мелодрама с элементами эротики режиссёра Луиджи Коменчини. В фильме использованы мотивы массовой литературы, а также содержатся иронические отсылки к характерной для начала XX века моде на произведения Д’Аннунцио. Фильм номинировался на «Золотой глобус» (1979) как «лучший фильм на иностранном языке».

## Сюжет
1908 год. В день свадьбы сицилийская дворянка Эуджения (Лаура Антонелли) и её жених, богатый буржуа Раймондо, узнают, что являются братом и сестрой. Чтобы соблюсти приличия, они решают сохранить видимость брака, но не вступать в интимную связь. Раймондо поощряет тягу жены к благотворительности и с этой целью доверяет ей автомобиль и шофёра, — Сильвано Пеннаккини (Микеле Плачидо). Юный красавец Сильвано без труда соблазняет хозяйку, пробудив в ней ответную страсть. Тем временем муж всё более развращается, на пике страсти желая поиметь жену-сестру. Но в этот момент они узнают, что не являются родственниками, и теряют интерес друг к другу.

## В ролях
| Актёр/Актриса     | Персонаж                       |
| ----------------- | ------------------------------ |
| Лаура Антонелли   | Эуджения ди Македа             |
| Альберто Лионелло | Раймондо Коррао, маркиз Македа |
| Микеле Плачидо    | Сильванно Пеннаккини, шофёр    |
| Жан Рошфор        | Барон Анри де Сарси            |
| Уго Пальяи        | Руджеро ди Македа              |
| Розмари Декстер   | Флойдия Македа                 |
| Карин Шуберт      | Эвелин                         |
| Микеле Абруццо    | Монсеньор Пасифико             |

## Политическое содержание
Режиссёр приписывал фильму политический смысл. По его словам, даннунциевщина и проповедь аморализма оказались настоящим ядом, исподволь разъедавшим итальянское общество; яд этот продолжал действовать и в 70-е годы XX века.